# Friedrich Gustav Jakob Henle
Friedrich Gustav Jakob Henle (9. července 1809 Fürth – 13. května 1885 Göttingen) byl německý lékař, patolog, histolog a anatom židovského původu. K jeho hlavním objevům patří Henleova klička (útvar v ledvinách), endoneurium nebo vlasová pochva (zvaná též Henleova vrstva). Encyklopedie Britannica jeho vliv v dějinách histologie přirovnala k Vesaliově vlivu v dějinách anatomie. Jeho esej Von den Miasmen und Kontagien (1840) byl raným argumentem pro teorii choroboplodných zárodků. Byl učitelem Roberta Kocha, který tuto teorii pak plně rozvinul.

## Biografie
Pocházel z pokřtěné židovské rodiny. Po studiích medicíny v Heidelbergu a v Bonnu, kde v roce 1832 získal doktorát, se stal prosektorem u Johannese Müllera v berlínské nemocnici Charité. Během šesti let, které strávil v této pozici, publikoval velké množství prací, včetně tří anatomických monografií o nových druzích zvířat a článků o struktuře lymfatické soustavy, distribuci epitelu v lidském těle, struktuře a vývoji vlasů a tvorbě hlenu a hnisu. Také se spřátelil s dalším Müllerovým asistentem, Theodorem Schwannem, který se později proslavil svou teorií buněk.
V roce 1840 přijal místo profesora anatomie na Curyšské univerzitě. V tomto období se zabýval náčrtem komplexního systému obecné anatomie, který vyšel pod názvem Allgemeine Anatomie (1841). V roce 1844 byl povolán na Heidelbergskou univerzitu, kde vyučoval anatomii, fyziologii a patologii. Během svého pobytu v Heidelbergu vydal ve spolupráci s Müllerem zoologickou monografii o žralocích a rejnocích a v roce 1846 vydal slavný Handbuch der rationellen Pathologie. Tato kniha znamenala začátek nové éry v patologickém studiu, protože v ní byly fyziologie a patologie pojednávány, podle Henlehových vlastních slov, jako odvětví jedné vědy, a fakta nemoci byla systematicky posuzována s ohledem na jejich fyziologické vztahy.
V roce 1852 se přestěhoval do Göttingenu, kde o tři roky později vydal první díl své velké Handbuch der systematischen Anatomie des Menschen; poslední svazek byl publikován v roce 1873. Tato práce byla v té době nejúplnější a nejobsáhlejší svého druhu a byla pozoruhodná nejen pro úplnost a podrobnost svých anatomických popisů, ale také pro množství a dokonalost ilustrací, které objasňovaly podrobnou anatomii cév, serózních membrán, ledvin, očí, nehtů, centrální nervové soustavy atd.
Henle navázal na myšlenky Girolama Fracastora a Agostina Bassiho a rozvinul koncepty contagium vivum a contagium animatum (Von den Miasmen und Kontagien), které spoluzakládají teorii mikroorganismů jako příčiny infekčních onemocnění. On sám žádný takový druh bakterie ale ještě nenašel – toho dosáhl až jeho žák Robert Koch. Kochovy postuláty o prokázání patogenů jako příčin nemoci jsou tak někdy nazývány Henleovy-Kochovy postuláty.
V roce 1870 byl zvolen zahraničním členem Královské švédské akademie věd.
Byl také výborným hudebníkem a přítelem Felixe Mendelssohna-Bartholdyho.